# 805
805 (DCCCV) je bilo navadno leto, ki se je po julijanskem koledarju začelo na sredo.

## Dogodki
- 1. januar

## Rojstva
- Vlastimir, srbski knez († okrog 851)